# يقرون جناحي
يقرون جناحي (الاسم العلمي: Cerithidea alata) هو نوع من الحيوانات يتبع جنس اليقرون من الفصيلة البوطاميدية.